# Bukovi Márton

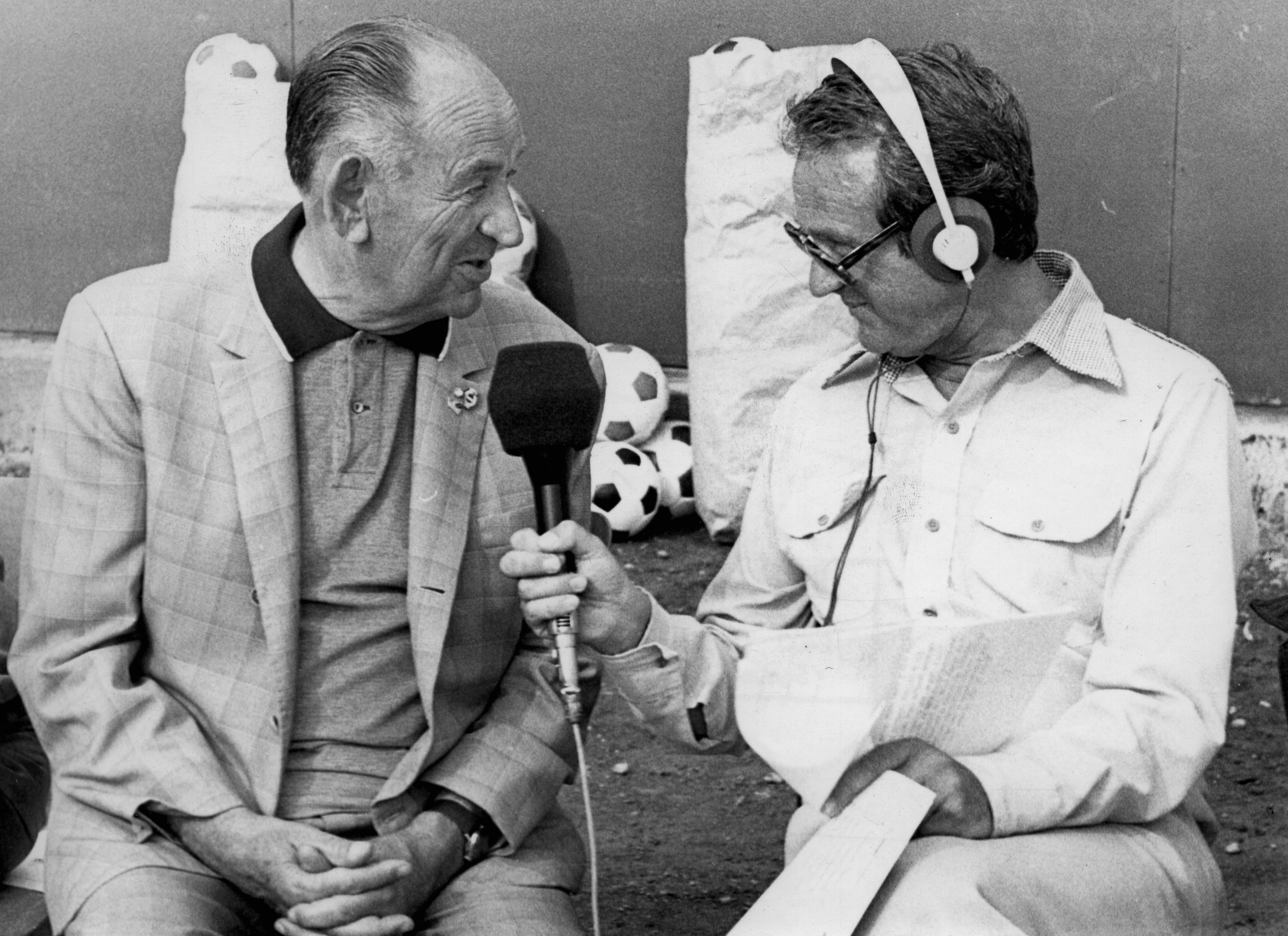
Bukovi Márton és Szepesi György 1976-ban

Bukovi Márton, (Budapest, 1903. december 10. – Budapest, 1985. február 11.) 12-szeres válogatott labdarúgó, középfedezet.

## Pályafutása

### Klubcsapatban
Az Ékszerészek II. osztályú csapatában kezdett játszani.
Európa legképzettebb középfedezetei között tartották számon.

### A válogatottban
Játékosként 12 találkozón szerepelt, gólt nem szerzett, és csak egyszer cserélték le. 4 győzelem, 1 döntetlen és 7 vereség.

### Edzőként
Ő hozta be a labdarúgásba a hátravont középcsatár posztját. Az első hátravont középcsatár Hidegkuti Nándor volt. E felállás szerint Hidegkuti Nándor a korabeli középcsatárokkal ellentétben az ellenfél kapujától a megszokottnál jóval távolabb helyezkedett el, kivonva a kapu előteréből a középhátvédet, akinek üresen hagyott helyére viszont szabadon futhatott be Puskás vagy Kocsis.
1956–1957 között, 8 mérkőzésen irányította edzőként a válogatottat 6 győzelem, 1 döntetlen és 1 vereség. 17 szerzett és 6 kapott gól. 13-as gólkülönbség. 81,2%-os mérleg. A válogatottat utána a Válogató Bizottság vette át.
1958-ban és 1960-ban a Magyar Testnevelési és Sport Tanács (MTST) tagjának nevezték ki. 1963 októberétől a Bp. Spartacus edzője volt.
Szakirodalmi munkássága: Ifjúsági labdarúgók edzése c. könyv, (1954) mely angol, lengyel, német, román, svéd nyelven is megjelent.

## Kötete
- Bukovi Márton–Csaknády J. Jenő: Ifjúsági labdarúgók edzése; Sport, Bp., 1954 (angolul, lengyelül, németül, románul, svédül is)

## Sikerei, díjai

### Játékosként
Ferencvárosi TC
- Magyar bajnok: 1927, 1928, 1932
- Magyar Kupa: 1927, 1928, 1933
- KK: 1928
- Az FTC örökös bajnoka: 1974

FC Sète
- Ligue 1 (bajnok): 1934
- Francia Kupa: 1934

### Edzőként
Građanski Zagreb
- Jugoszláv bajnok: 1937, 1940
- Horvát bajnok: 1941, 1943

MTK
- Magyar bajnok: 1951, 1953, 1958
- Magyar Kupa: 1952

Olimbiakósz
- Görög bajnok: 1966, 1967
- Magyar Népköztársasági Sportérdemérem arany fokozat (1951)[8]
- Sport Érdemérem arany fokozat (1955)[9]
- Mesteredző (1961)

## Statisztika

### Mérkőzései a válogatottban
| Magyarország | Magyarország         | Magyarország                    | Magyarország  | Magyarország | Magyarország  | Magyarország | Magyarország | Magyarország |
| #            | Dátum                | Helyszín                        | Hazai         | Eredmény     | Vendég        | Kiírás       | Gólok        | Esemény      |
| ------------ | -------------------- | ------------------------------- | ------------- | ------------ | ------------- | ------------ | ------------ | ------------ |
| 1.           | 1926. december 19.   | Vigo                            | Spanyolország | 4 – 2        | Magyarország  | barátságos   | -            |              |
| 2.           | 1927. április 24.    | Prága, Sparta-pálya             | Csehszlovákia | 4 – 1        | Magyarország  | barátságos   | -            |              |
| 3.           | 1927. szeptember 25. | Budapest. Üllői úti pálya       | Magyarország  | 5 – 3        | Ausztria      | Európa-kupa  | -            |              |
| 4.           | 1927. október 9.     | Budapest, Hungária körúti pálya | Magyarország  | 1 – 2        | Csehszlovákia | barátságos   | -            |              |
| 5.           | 1928. március 25.    | Róma, Nazionale PNF Stadion     | Olaszország   | 4 – 3        | Magyarország  | Európa-kupa  | -            |              |
| 6.           | 1928. április 22.    | Budapest, Üllői úti pálya       | Magyarország  | 2 – 0        | Csehszlovákia | Európa-kupa  | -            |              |
| 7.           | 1928. május 6.       | Budapest. Hungária körúti pálya | Magyarország  | 5 – 5        | Ausztria      | barátságos   | -            | 88'          |
| 8.           | 1928. október 7.     | Bécs, Hohe Warte                | Ausztria      | 5 – 1        | Magyarország  | Európa-kupa  | -            |              |
| 9.           | 1928. november 1.    | Budapest, Üllői úti pálya       | Magyarország  | 3 – 1        | Svájc         | Európa-kupa  | -            |              |
| 10.          | 1929. február 24.    | Párizs                          | Franciaország | 3 – 0        | Magyarország  | barátságos   | -            |              |
| 11.          | 1930. június 1.      | Budapest, Hungária körúti pálya | Magyarország  | 2 – 1        | Ausztria      | barátságos   | -            |              |
| 12.          | 1930. június 8.      | Budapest, Üllői úti pálya       | Magyarország  | 6 – 2        | Hollandia     | barátságos   | -            |              |
|              | Összesen             |                                 |               | 12           | mérkőzés      |              | 0            | gól          |

### Mérkőzései szövetségi kapitányként

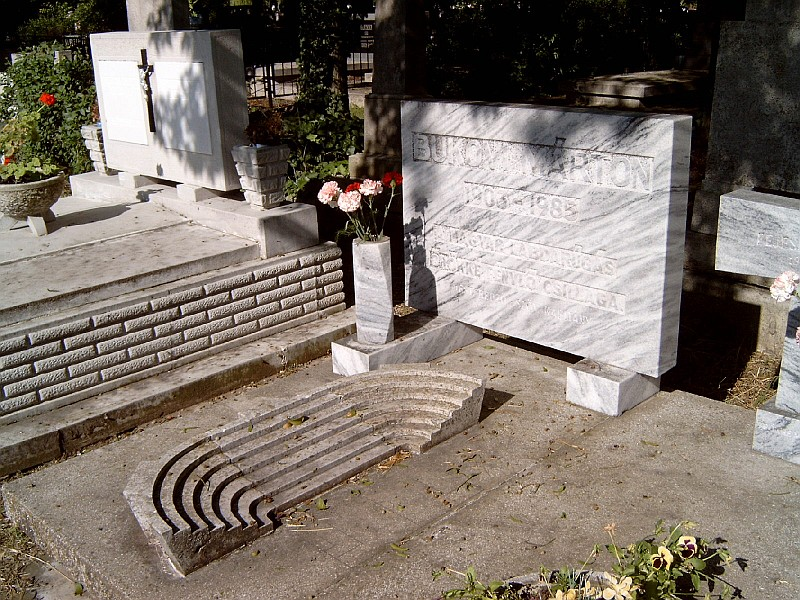
Bukovi Márton sírja Budapesten. Új köztemető: 45.

| Magyarország | Magyarország         | Magyarország               | Magyarország  | Magyarország | Magyarország  | Magyarország | Magyarország | Magyarország |
| #            | Dátum                | Helyszín                   | Hazai         | Eredmény     | Vendég        | Kiírás       | Gólok        | Esemény      |
| ------------ | -------------------- | -------------------------- | ------------- | ------------ | ------------- | ------------ | ------------ | ------------ |
| 1.           | 1956. július 15.     | Budapest, Népstadion       | Magyarország  | 4 – 1        | Lengyelország | barátságos   | -            |              |
| 2.           | 1956. szeptember 16. | Belgrád, JNA-stadion       | Jugoszlávia   | 1 – 3        | Magyarország  | Európa-kupa  | -            |              |
| 3.           | 1956. szeptember 23. | Moszkva, Lenin-stadion     | Szovjetunió   | 0 – 1        | Magyarország  | barátságos   | -            |              |
| 4.           | 1956. október 7.     | Párizs, Colombes Stadion   | Franciaország | 1 – 2        | Magyarország  | barátságos   | -            |              |
| 5.           | 1956. október 14.    | Bécs, Práter-stadion       | Ausztria      | 0 – 2        | Magyarország  | barátságos   | -            |              |
| 6.           | 1957. június 12.     | Oslo, Ullevaal Stadion     | Norvégia      | 2 – 1        | Magyarország  | vb-selejtező | -            |              |
| 7.           | 1957. június 16.     | Stockholm, Råsunda Stadion | Svédország    | 0 – 0        | Magyarország  | barátságos   | -            |              |
| 8.           | 1957. június 23.     | Budapest, Népstadion       | Magyarország  | 4 – 1        | Bulgária      | vb-selejtező | -            |              |
|              | Összesen             |                            |               | -            | mérkőzés      |              | -            | gól          |